# Bhutanische Futsalnationalmannschaft
Die bhutanische Futsalnationalmannschaft ist eine repräsentative Auswahl bhutanischer Futsalspieler. Die Mannschaft vertritt den Bhutan Football Federation den bhutanischen Fußballverband bei internationalen Begegnungen.

## Abschneiden bei Turnieren
Für Weltmeisterschaftsendrunden unter der Schirmherrschaft der FIFA qualifizierte sich die Nationalmannschaft Bhutans bisher noch nicht.
Bei der Vorqualifikation zur Futsal-Asienmeisterschaft 2005 schied die Mannschaft in der Vorrunde als Viertplatzierter aus.

### Futsal-Weltmeisterschaft
- 1989 – nicht teilgenommen
- 1992 – nicht teilgenommen
- 1996 – nicht teilgenommen
- 2000 – nicht teilgenommen
- 2004 – nicht teilgenommen
- 2008 – nicht teilgenommen
- 2012 – nicht teilgenommen
- 2016 – nicht teilgenommen

### Futsal-Asienmeisterschaft
- 1999 – nicht teilgenommen
- 2000 – nicht teilgenommen
- 2001 – nicht teilgenommen
- 2002 – nicht teilgenommen
- 2003 – nicht teilgenommen
- 2004 – nicht teilgenommen
- 2005 – nicht teilgenommen
- 2006 – nicht teilgenommen
- 2007 – nicht teilgenommen
- 2008 – nicht teilgenommen
- 2010 – nicht teilgenommen
- 2012 – nicht teilgenommen
- 2012 – nicht teilgenommen
- 2014 – nicht teilgenommen
- 2016 – nicht teilgenommen

Afghanistan |
Australien |
Bahrain |
Bangladesch |
Bhutan |
Brunei |
China |
Guam |
Hongkong |
Indien |
Indonesien |
Irak |
Iran |
Japan |
Jemen |
Jordanien |
Kambodscha |
Katar |
Kirgisistan |
Kuwait |
Laos |
Libanon |
Macao |
Malaysia |
Malediven |
Mongolei |
Myanmar |
Nepal |
Nordkorea |
Oman |
Osttimor |
Pakistan |
Palästina |
Philippinen |
Saudi-Arabien |
Singapur |
Sri Lanka |
Südkorea |
Syrien |
Tadschikistan |
Taiwan |
Thailand |
Turkmenistan |
Usbekistan |
Vereinigte Arabische Emirate |
Vietnam
Futsalnationalmannschaften der:

CAF (Afrika) |
CONCACAF (Nord-, Zentralamerika, Karibik) |
CONMEBOL (Südamerika) |
OFC (Ozeanien) |
UEFA (Europa)